# Калфакьой
Калфакьой (на турски: Kalfaköy) е село в Източна Тракия, Турция, Вилает Истанбул.

## География
Селото се намира на 21 км северно от Чаталджа.

## История
По време на Чаталджанската операция, през Балканската война в Калфакьой са разположени части на Трета българска армия.

## Личности
Починали в Калфакьой
- Благой Колев Тодоров, български военен деец, майор, загинал през Балканската война на 5 ноември 1912 година[3]
- Георги Василев Николов, български военен деец, подпоручик, загинал през Балканската война на 5 ноември 1912 година[4]
- Гроздан Димов Грозданов, български военен деец, майор, загинал през Балканската война на 8 ноември 1912 година[5]
- Димитър Василев Вълчанов, български военен деец, подпоручик, загинал през Балканската война на 31 октомври 1912 година[6]
- Стефан Михайлов Михайлов, български военен деец, капитан, загинал през Балканската война на 7 ноември 1912 година[7]
- Цветан Василев, български военен деец, подпоручик, загинал през Балканската война на 5 ноември 1912 година[8]
- Атанас Марков Костов, български военен деец, от с. Жребчево, редник, загинал през Балканската война на 5 ноември 1912 година[9]